# 제이하트
제이하트(J'Heart)는 여성 3인조 댄스 그룹이다. 2004년 여름 데뷔당시 그룹명이 제이하트가 아닌 하트(Heart)였다. 첫 번째 미니앨범에 타이틀곡인 Me, Myself And I 로 활발하게 활동한다. 그로부터 1년 뒤인 2005년 제이하트로 돌아온다. 먼저 제이하트의 실루엣 사진만 공개하였다. 제이하트의 실루엣 사진은 네티즌의 폭발적인 관심을 보였다. 외모가 아닌 가창력으로 승부하겠다는 다짐으로 제이하트는 노력끝에 1집 정규앨범을 발표한다. 2005년 9월 얼굴 공개를 하는데 제이하트는 2004년 데뷔한 그룹 하트였던 것이다. 하지만 1집은 좋은 반응을 보이지 못하고 그룹은 2006년 겨울에 소리없이 해체되었다. 멤버 중 이은영만 연극배우로 활동 중이며 송재윤은 연예계에서 은퇴하고 결혼하였다.

## 구성원
- 송재윤(1981년 10월 19일)
- 장서린(1981년 7월 20일)
- 이은영(1985년 10월 28일)

## 음반
- 미니앨범 <Me, Myself And I> (2004년 9월 10일)
- 1집 <Second... But Like A First> (2005년 10월 19일) - 하트에서 제이하트로 개명

## 경력
- 2005년 삼성 디지털 카메라 아시아 지역 모델